# Dhabihullah Mahrami
Dhabihullah Mahrami, était un citoyen iranien de confession baha'ie, une minorité non reconnue en Iran actuellement. Arrêté pour apostasie en 1995, il fut détenu dans une prison de Yazd au centre de l'Iran. Amnesty International le considérait comme un prisonnier d'opinion détenu uniquement en raison de ses croyances religieuses et demandait sa libération inconditionnelle. 
Dhabihullah Mahrami est mort en prison le 15 décembre 2005, probablement à la suite des mauvais traitements dont il était victime.